# Sainte-Geneviève (Manica)
Sainte-Geneviève è un comune francese di 323 abitanti situato nel dipartimento della Manica nella regione della Normandia.

## Società

### Evoluzione demografica
Abitanti censiti